# Miguel Montuori
Miguel Ángel Montuori (24. září 1932, Rosario, Argentina – 4. červen 1998, Florencie, Itálie) byl argentinsko italský fotbalový útočník.
Narodil se v Argentina|Argentině Italskému otci a tak mohl reprezentovat italskou reprezentaci. První titul v lize získal v první sezoně v Chilském klubu Universidad Católica v roce 1954. Po tomhle úspěchu jej koupil Italský klub z Florencie. V tomto klubu vyhrál tři trofeje: titul v lize v sezoně 1955/56, italský pohár 1960/60 a Pohár vítězů pohárů 1960/61. Při jednou utkání v sezoně 1960/61 byl zasažen balónem, který mu způsobil oddělení sítnice s následnými poruchami zraku. V 28 letech musel ukončit kariéru, která byla dlouhá 185 utkání ve kterých vstřelil 77 branek.
Za reprezentaci odehrál 12 utkání a vstřelil dvě branky.
Po hráčské kariéře se stal trenérem. Působil v nižších ligách. Po skončení trenéřiny v roce 1979 se věnoval mládeži ve Fiorentině.

## Hráčská statistika
| Sezóna  | Klub       | Liga    | Liga   | Liga | Ligové poháry | Ligové poháry | Ligové poháry | Kontinentální poháry | Kontinentální poháry | Kontinentální poháry | Celkem | Celkem |
| Sezóna  | Klub       | Soutěž  | Zápasy | Góly | Soutěž        | Zápasy        | Góly          | Soutěž               | Zápasy               | Góly                 | Zápasy | Góly   |
| ------- | ---------- | ------- | ------ | ---- | ------------- | ------------- | ------------- | -------------------- | -------------------- | -------------------- | ------ | ------ |
| 1955/56 | Fiorentina | Serie A | 32     | 13   | -             | 0             | 0             | -                    | 0                    | 0                    | 32     | 13     |
| 1956/57 | Fiorentina | Serie A | 30     | 14   | -             | 0             | 0             | PMEZ                 | 7                    | 1                    | 37     | 15     |
| 1957/58 | Fiorentina | Serie A | 30     | 12   | IP            | 9             | 3             | -                    | 0                    | 0                    | 39     | 15     |
| 1958/59 | Fiorentina | Serie A | 27     | 22   | -             | 0             | 0             | -                    | 0                    | 0                    | 27     | 22     |
| 1959/60 | Fiorentina | Serie A | 28     | 8    | IP            | 4             | 2             | Stř.P                | 2                    | 0                    | 34     | 10     |
| 1960/61 | Fiorentina | Serie A | 16     | 2    | IP            | 0             | 0             | PVP                  | 0                    | 0                    | 16     | 2      |
| Celkově | Celkově    | Celkově | 163    | 71   | -             | 13            | 5             | -                    | 9                    | 1                    | 185    | 77     |

## Hráčské úspěchy

### Klubové
- 1× vítěz chilské ligy (1954)
- 1× vítěz italské ligy (1955/56)
- 1× vítěz italského poháru (1960/61)
- 1× vítěz poháru PVP (1960/61)

### Reprezentační
- 1× na MP (1955–1960)